# Bill Sienkiewicz
Pour les articles homonymes, voir Sienkiewicz.
Boleslav Felix Robert Sienkiewicz, né le 3 mai 1958 à Blakely en Pennsylvanie, aux États-Unis, connu sous le nom de Bill Sienkiewicz, est un illustrateur de bande dessinée rendu particulièrement célèbre pour son travail sur la série Elektra: Assassin (1986) avec le scénariste Frank Miller.
Inspirés notamment par Alberto Breccia, les travaux de Bill Sienkiewicz se caractérisent par une grande virtuosité plastique et par une grande liberté quant au choix des matériaux employés. Outre la peinture à l'huile, l'aquarelle et les encres, il recourt notamment au collage ou à l'utilisation de stencils.

## Biographie
Bill Sienkiewicz, né Boleslav Felix Robert Sienkiewicz le 3 mai 1958 à Blakely en Pennsylvanie, suit des études en art à la Newark School of Fine and Industrial Arts. Il commence ensuite à travailler en 1981 pour Marvel Comics sur le personnage de Moon Knight d'abord dans le magazine The Hulk puis dans son propre comics. Il passe ensuite à la série Nouveaux Mutants. En 1986, il collabore avec Alan Moore sur le roman graphique Brought to Lightet avec Frank Miller sur la minisérie Elektra Assassin. En 1988, il est scénariste et dessinateur de la minisérie Stray Toaster publiée chez Epic Comics. À la fin des années 1980, il quitte Marvel et travaille sur plusieurs séries publiées par DC Comics comme The Shadow, Superman: Day of Doom, Batman: GCPD. Il revient ensuite chez Marvel et là encore travaille sur plusieurs séries: Fantastic Four, Peter Parker: The Spectacular Spider-Man et Uncanny X-Men. Il s'éloigne ensuite des comics mais dessine toutefois la biographie de Jimi Hendrix intitulée Voodoo Child: The Illustrated Legend of Jimi Hendrix chez Viking Penguin. En 2007, il dessine le roman graphique 30 Days of Night: Beyond Barrow.

## Œuvres (sélection)
- Moon Knight, 1981
- Dune (bande dessinée adaptée du film de David Lynch)
- Les Nouveaux Mutants (sc. Chris Claremont)
- Elektra: Assassin (sc. Frank Miller), 1986
- Stray Toasters, 1988
- Big Numbers (sc. Alan Moore), 1988, inachevé (deux numéros parus)
- Moby Dick, 1990
- Voodoo Child: The Illustrated Legend of Jimi Hendrix
- Daredevil : Love and War (Guerre et Amour) (sc. Frank Miller)

## Prix et récompenses
- 1981 : prix Inkpot.
- 1986 :  prix Yellow-Kid à disposition du jury, pour l'ensemble de son œuvre.
- 1987 : prix Jack-Kirby du meilleur dessinateur pour Elektra: Assassin (en).
- 1992 :  prix Adamson du meilleur auteur international pour l'ensemble de son œuvre.
- 2019 : Temple de la renommée Will Eisner, pour l'ensemble de sa carrière